# آنیل آگاروال
آنیل آگاروال (انگلیسی: Anil Agarwal) (زاده ۲۴ ژانویه ۱۹۵۴) کارآفرین، سرمایه‌دار، بازرگان و مدیر ارشد اجرایی هندی است، که در حال حاضر به‌عنوان رئیس هیئت مدیره شرکت ودانتا فعالیت می‌کند. وی ودانتا را در سال ۱۹۷۶ تأسیس کرد.